# Els Calderers
Els Calderers és una possessió històrica mallorquina a Sant Joan, documentada des del segle xiii, ara adaptada com a casa-museu que mostra la vida rural tradicional del Pla de Mallorca.

## Història
La possessió dels Calderers es documenta per primera vegada l'any 1278 com a propietat de Bernat Calderer, membre de la família que va donar nom a la finca. Posteriorment, la possessió va passar a mans de la família Nicolau. Ja en un document de 1424 s'esmenta que n'eren els propietaris, abans que la finca fos adquirida per la família Verí. Aquesta última la va dedicar, al menys parcialment, al conreu de la vinya des del segle xv.
Segons una ressenya de Jeroni de Berard de 1789, que descriu la finca com «Gran. Blat. Celler sense vinya», es dedueix que la producció vinícola havia desaparegut al segle xviii. Aquesta activitat es va recuperar al segle xix però va tornar a decaure a finals del mateix segle a causa de la crisi de la fil·loxera.
A mitjans del segle xx, la possessió va passar a ser propietat de la família Juan de Sentmenat Morell. Actualment, la possessió és una casa-museu representativa del Pla de Mallorca. Les cases, els annexos, els estables i la resta de dependències es poden visitar, oferint una visió de la vida rural tradicional mallorquina.

## Arquitectura
Les cases dels Calderers que es poden veure a l'actualitat, foren construïdes a la primera meitat del segle xviii. Estan formades per la casa dels senyors, la casa dels amos i diverses edificacions auxiliars com sestadors, vaqueries, boals, solls i estables. Amb el pas del temps, i especialment des de la seva adaptació com a museu el 1993, aquestes construccions han experimentat significatives transformacions.
La casa dels senyors s'estructura al voltant d'una clastra central i compta amb tres plantes i teulades a dues aigües. Les façanes estan realitzades amb pedra vista amb cadenes cantoneres de marès, cornises motllurades i cobertes de teula àrab. La façana principal, orientada a migjorn, s'accedeix per sis graons que condueixen a un portal d'arc de mig punt amb dovelles i brancals de marès. A la clau de l'arc hi ha un medalló en relleu del Sagrat Cor de Jesús.
Als costats del portal principal hi ha finestres balconeres amb balustrades i altres obertures emmarcades en marès. Les façanes de ponent i de tramuntana presenten un tractament similar, tot i que algunes obertures de la segona planta han estat cegades. A la façana de llevant s'adossa un cos d'una sola planta amb terrat i balustrada; al centre hi ha un portal d'arc escarser que dona accés a l'antic celler, on actualment es troba la capella després de ser traslladada en una reforma el 1959.
La clastra mostra una disposició simètrica de les obertures, totes emmarcades en marès. Al centre hi ha un safareig modern i, al costat, una cisterna amb coll de pedra octogonal. A la façana de tramuntana, a la planta pis, es pot observar un rellotge de sol pintat.